# Armata Corsa
L'Armata Corsa è stato un gruppo armato degli indipendentisti corsi.

## Storia
Si sospetta che sia stato fondato da François Santoni e Jean-Michel Rossi, assassinati a pochi mesi di distanza. Durante il suo periodo di attività, tra il 1999 e il 2001, il movimento ha commesso diversi attacchi e ha minacciato di compiere attacchi in Francia, in particolare a Parigi e Strasburgo. Questo movimento rompe con il Fronte di Liberazione Nazionale Corso, il principale movimento di liberazione del nazionalismo corso e si oppone al processo Matignon, cioè ai negoziati tra il governo francese e i nazionalisti. Nell'ambito di una rivalità tra i vari movimenti nazionalisti corsi e del coinvolgimento della banda Brise de mer in queste lotte, diversi membri di Armata Corsa sono stati uccisi tra il 2000 e il 2001, come Santoni (17 agosto 2001) e Rossi (7 agosto 2001), i principali membri del gruppo. Si dice che questi omicidi siano dovuti all'opposizione di Armata Corsa alla costituzione della gang Brise de mer in alcune regioni come Balagne, che avrebbe portato a un'alleanza tra questa banda e il FLNC, oppositore politico di Armata Corsa. Più in generale, queste rivalità fanno parte di un'evoluzione del movimento clandestino nazionalista corso, che mantiene legami sempre più stretti con organizzazioni criminali come La Brise de Mer. Inoltre, Dominique Marcelli e Jean-Christophe Marcelli vengono trovati crivellati di proiettili in un edificio in fiamme il 21 agosto 2001, giorni dopo la morte di Santoni. Nelle settimane e nei mesi che seguirono, furono successivamente assassinati Nicolas Montigny (5 settembre 2001), Nicolas Gros (26 ottobre 2001), Jean-Jacques Navarra e Pierre Martelli (13 dicembre 2001), tutti membri di Armata Corsa. Nell'ambito degli omicidi dei fratelli Marcelli, Jacques Mariani e Joseph Menconi, membri della Brise de Mer, sono stati processati nel giugno 2006 presso il tribunale di Créteil (Val-de-Marne). Negano qualsiasi coinvolgimento nel caso.